# Villa Spinola Canepa
Villa Spinola Canepa è una antica villa patrizia genovese posta nel quartiere di Cornigliano.

## Descrizione
Di probabile fattura quattrocentesca, è una delle ville più antiche del quartiere e versa attualmente in fase di degrado, necessitando significativi lavori di restauro.
Originariamente isolata rispetto alla strada e completamente immersa nel verde della campagna, aveva accesso attraverso una piccola salita attraverso un arco con nicchia detto della Madonna, demolito nei primi decenni del Novecento per la realizzazione della vicina area scolastica, come descritto dal Dufour nel 1938.

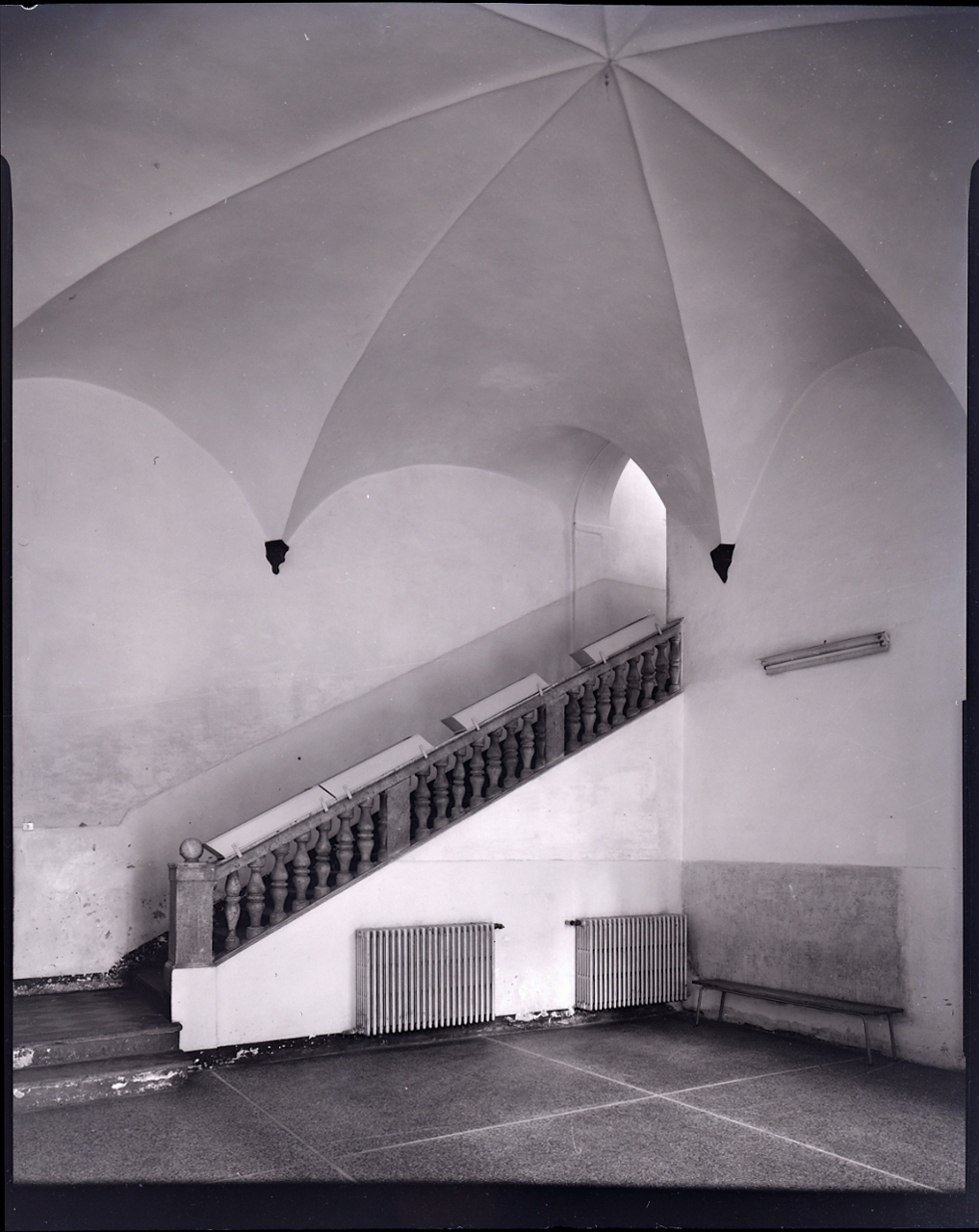
Interno: volta ad ombrello e scala. Foto di Paolo Monti, 1964

A differenza di altre ville della zona, villa Spinola Canepa è più antica e risale al Quattrocento ed è significativo esempio dell'evoluzione architettonica e della destinazione degli usi.
Conserva un impianto architettonico rinascimentale del primo Cinquecento con ingresso orientato a mare che poggia su una volta ad ombrello su peducci in pietra nera a goccia, probabilmente di epoca quattrocentesca. Sempre a pianterreno è riconoscibile il salone con soffitti a padiglione lunettati.
Al piano nobile i soffitti sono a volta, decorati con affreschi del Cinquecento dai soggetti mitologici incorniciati da grottesche mentre nelle lunette laterali appaiono panorami di villa genovesi.
La caduta di una volta in canniccio, in una grande sala del piano nobile, ha rivelato la presenza di una interessante copertura a canestro, probabilmente eseguita per rimanere in vista come troviamo in altre ville genovesi tra Quattro e Cinquecento.
Si suppone che le coperture fossero distinte per i vari corpi di fabbrica, come era d'uso nel periodo di fulgore dell'edificio.
Insieme al corpo abitativo centrale è sopravvissuta parte della torre d'avvistamento laterale. Ne permane solo la parte bassa a seguito di gravi danni causati dai bombardamenti della Seconda Guerra Mondiale; il Dufour la descrive come:
Dopo essere stata impiegata come scuola media, è ora sede di diverse associazioni.